# هرانیتسه (ناحیه پرروف)
هرانیتسه (به چکی: Hranice) یک منطقهٔ مسکونی و شهرستان دارای شهرک سابقاً روستا در جمهوری چک است که در ناحیه پرروف واقع شده‌است. هرانیتسه ۱۹٬۶۸۴ نفر جمعیت دارد.